# Monleón
Monleón is een gemeente in de Spaanse provincie Salamanca in de regio Castilië en León met een oppervlakte van 19,10 km². Monleón telt 90 inwoners (1 januari 2016).

## Demografische ontwikkeling
Bron: INE, 1857-2011: volkstellingen